# Evangelische Kirche Hausen (Hunsrück)

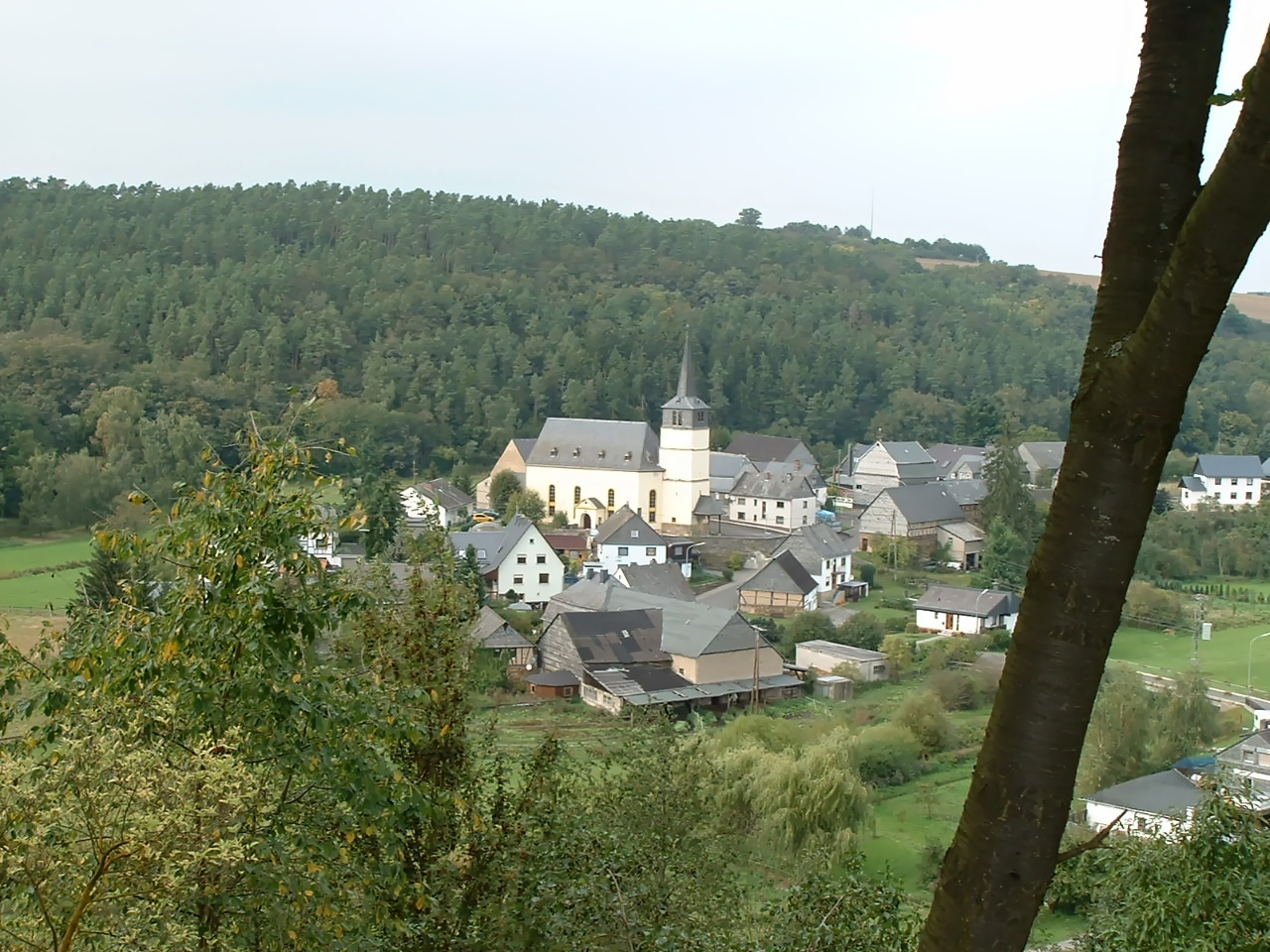
Kirche in der Ortslage

Die Evangelische Kirche Hausen (Hunsrück) ist eine Kirche in Hausen (Hunsrück) im Landkreis Birkenfeld in  Rheinland-Pfalz. Sie geht auf das frühe 8./9. Jahrhundert zurück und gehört zur evangelischen Kirchengemeinde Rhaunen-Hausen im Kirchenkreis Trier der Evangelischen Kirche im Rheinland.

## Geschichte

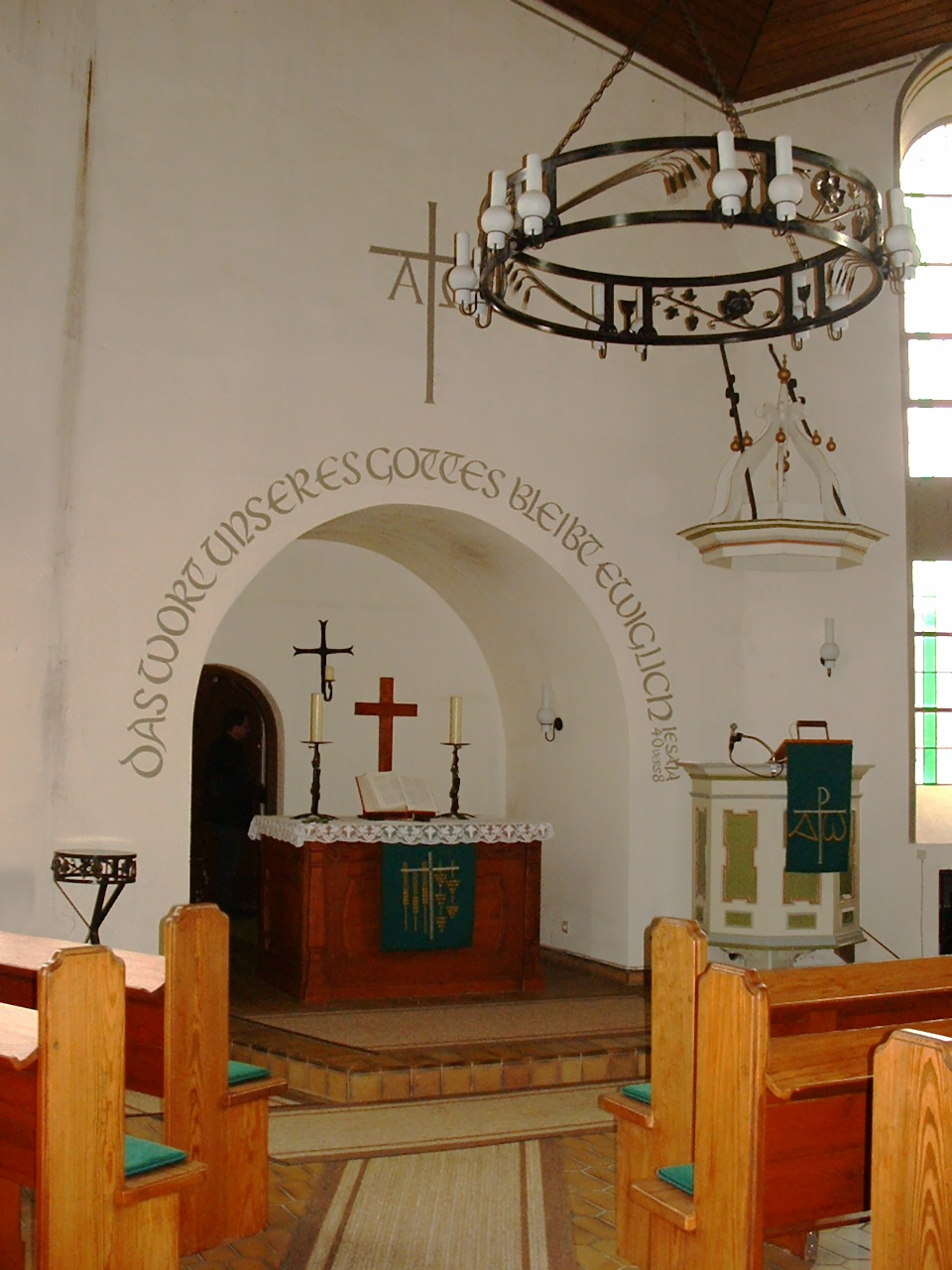
Schiff und Chor

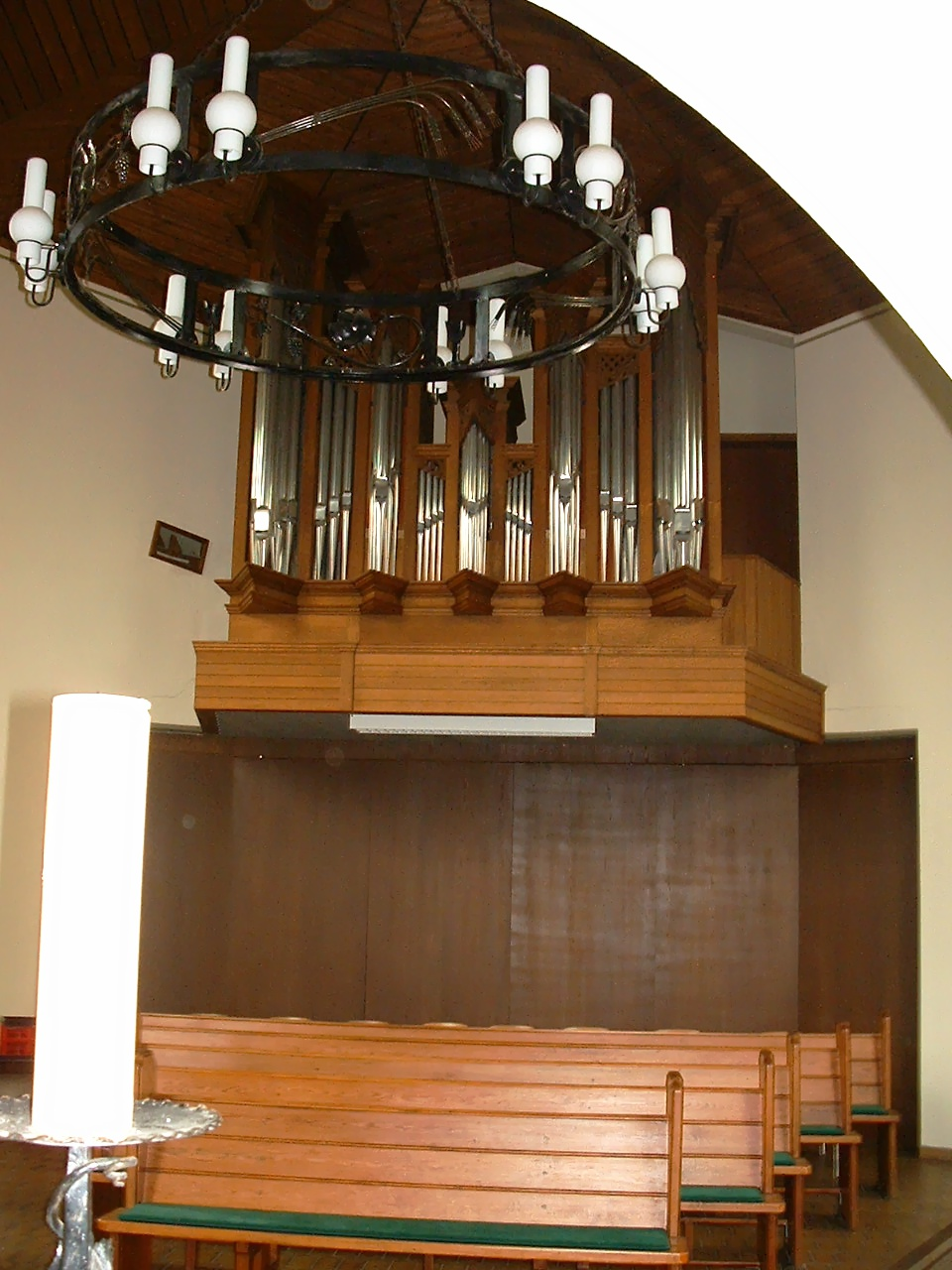
Empore und Orgel

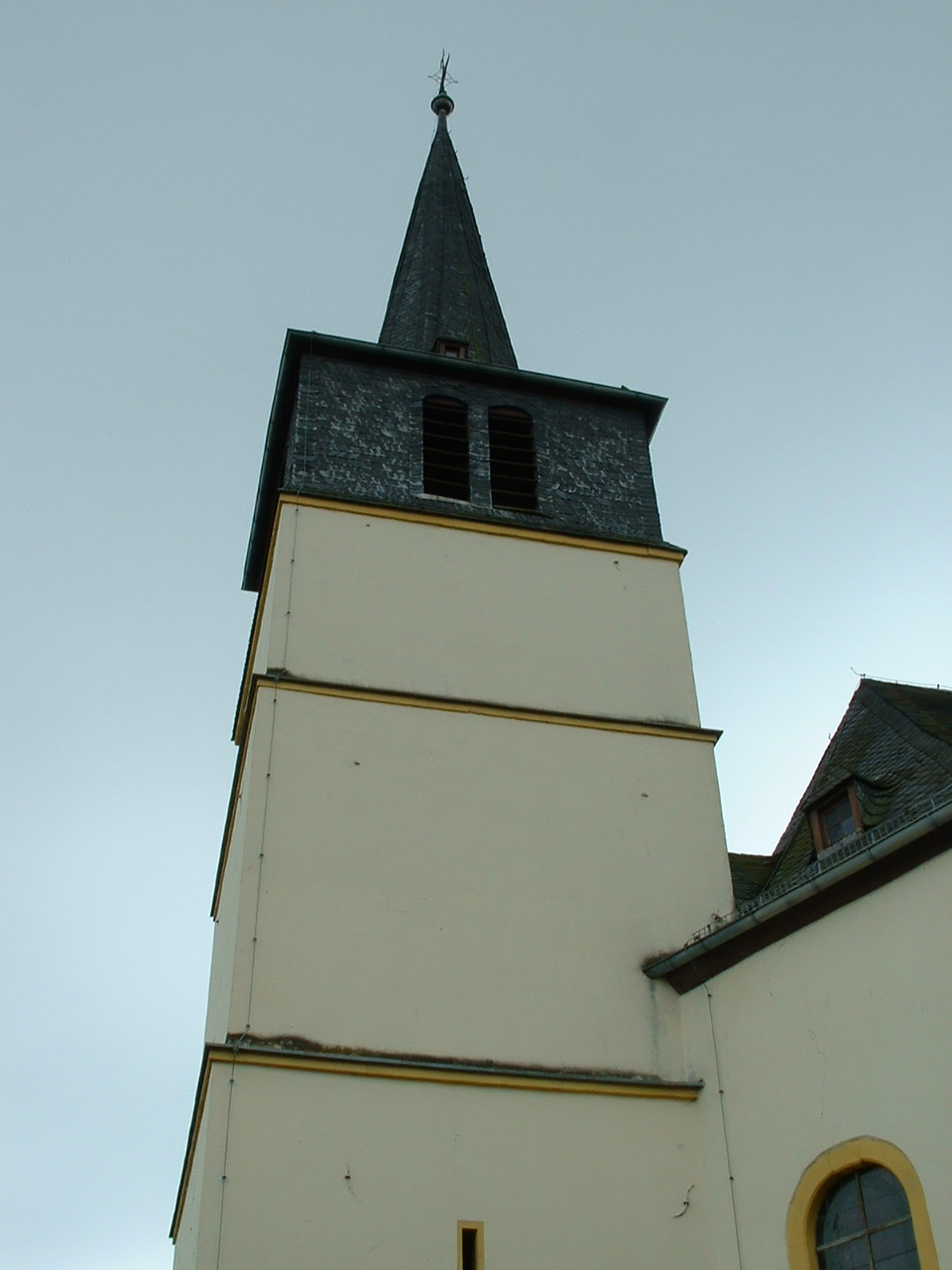
Kirchturm

Keimzelle von Hausen war ein Hof der Reichsabtei St. Maximin in Trier. Die Kirche in „Husin“ erscheint erstmals 1051 in den Besitzlisten der Abtei. Im Mittelalter bildete das Kirchspiel Hausen neben dem Kirchberger den größten Pfarrbezirk im Landkapitel Kirn. Unter anderem waren Laufersweiler, Lindenschied und Woppenroth Teile des Kirchspiels, dazu die bis zuletzt zur Kirchengemeinde Hausen gehörenden Orte Oberkirn und Schwerbach. Der erste evangelische Pfarrer, Friedrich Schuhmacher, wurde 1553 durch Karl von Wiltberg, dem katholischen adligen Pastor zu Hausen und Domherrn zu Worms, entlassen. Ein weiterer Reformationsversuch durch Wild- und Rheingraf Philipp Franz schlug 1555 fehl. Ende 1560 konnte Friedrich Schuhmacher mit wild- und rheingräflicher Rückendeckung zurückkehren und die Reformation gegen Karl von Wiltberg durchsetzen.
Das im Dreißigjährigen Krieg verfallene Gotteshaus wurde 1652 wieder instand gesetzt. Fundamentmauern dieses Kirchenbaus sind noch im westlichen Bereich der Kirche erkennbar. Ein Neubau des Kirchenschiffs erfolgte 1747. Eine Erneuerung des Turmhelms, eine Neuausmalung und eine Neuausstattung erfolgte 1913. Von dieser sind heute nur noch die barockisierenden Portalvorbauten und der hölzerne Altar erhalten.

## Architektur und Ausstattung
Die holzgedeckte Saalkirche ist ein verputzter Bruchsteinbau auf einer Höhe am Rande des Ortes mit dreiseitigem nach Osten gerichteten Chorabschluss. Die Kirche ist 20,30 m lang und 11,40 m breit. Am südlichen Portalvorbau ist eine Grabplatte mit einem stehenden Ritter und einer nicht mehr lesbaren Umschrift in gotischen Minuskeln eingelassen. Die Kirche wurde 1978–1979 im Inneren vollkommen umgestaltet. Durch den Einbau einer Querwand wurde der Kirchenteil auf den Ostteil verkürzt und im Westteil ein Gemeindezentrum eingerichtet. Die barocke Kanzel mit kronenartigem Schalldeckel wurde versetzt. Da der barocke Orgelprospekt verloren ging, wurde er durch einen modernen ersetzt.

## Turm
Der Turm war Teil der mittelalterlichen Kirche und ist in den unteren vier sich verjüngenden und durch Gesimse abgesetzten  Geschossen erhalten. Im oberen Turmmauerwerk sind mehrere Steinreliefbruchstücke vermauert: ein Stein mit einer fünfblättrigen Rose, ein Stein mit einem roh gearbeiteten altertümlichen Kopf mit hochgewölbten Augenbrauen, ein weiterer rechteckiger Stein zeigt einen kauernden Drachen mit einem im Maul steckenden Mann.

## Nutzung
Die Kirche ist eine von zwei Kirchen der ehemaligen Kirchengemeinde Hausen, die seit 2004 mit Rhaunen pfarramtlich verbunden war und 2012 fusionierte. Eine Filialkirche steht in Oberkirn. Seit 2011 besteht eine Verbindung der Gemeinde Rhaunen-Hausen mit Hottenbach-Stipshausen und Sulzbach. In dem Gemeindeverbund existieren neun Predigtstätten. Gottesdienste finden etwa einmal im Monat statt.